# Elaphria olivescens
Elaphria olivescens là một loài bướm đêm trong họ Noctuidae.